# Apsidopis oxyptera
Apsidopis oxyptera är en kackerlacksart som först beskrevs av Walker, F. 1868.  Apsidopis oxyptera ingår i släktet Apsidopis och familjen jättekackerlackor. Inga underarter finns listade i Catalogue of Life.

## Bildgalleri

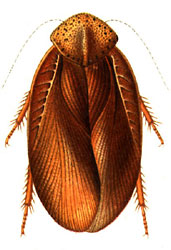